# Новоалександрийский институт сельского хозяйства и лесоводства
Новоалександрийский институт сельского хозяйства и лесоводства (от города Ново-Александрия, совр. Пулавы в Польше) — сельскохозяйственное учебное заведение Варшавского учебного округа Российской империи.

## История
В 1816 году Высочайшим указом императора Александра I в предместье Варшавы Маримонте (ныне территория Жолибожа — района Варшавы) был основан Институт земельного хозяйства. С 1840 года, после присоединения Варшавской лесной школы получил наименование Институт сельского хозяйства и лесоводства. Первое повышение статуса произошло в соответствии с Уставом от 29 декабря 1857 г., утвержденного указом Александра ll. В соответствии с п. 101 институт пользовался «общими правами и преимуществами гимназий». Выпускники удостаивались звания агронома или помощника агронома 1-й и 2-й степени.
В 1862 году он был переведён в польское местечко Ново-Александрию, Люблинской губернии и размещён в бывшем дворце Чарторыйских. В 1869 году из него был выделен политехнический институт; преподавание велось на русском языке.
В 1891 году В. В. Докучаев стал разрабатывать вопросы сельскохозяйственного образования в России при Министерстве народного просвещения и Департаменте земледелия. Через год он был командирован в Новую Александрию в качестве директора, для реформирования Института сельского хозяйства и лесоводства. В 1892 году благодаря его ходатайству Новоалександрийский институт получил права, уравнивавшие его с университетами Российской империи.
В 1893 году в институте начались серьёзные преобразования, значительно повысившие качество преподавания. Институту была предоставлена казённая лесная дача «Руда». В 1896 году в институте было 42 преподавателя и 246 учащихся: 163 православных, 62 католика, 4 армяно-григориан, 7 лютеран, 1 еврей и 9 караимов; на отделении сельскохозяйственном обучалось 133, на отделении лесоводства 113 человек. При институте имелся один из лучших в России и Европе музеев сельского хозяйства, а также 3 лаборатории, 20 кабинетов, ветеринарная клиника, метеорологическая станция, опытные фермы (молочная и три растениеводческих), оранжереи, лесные питомники, библиотека, читальня (около 200 периодических изданий).
За период 1869—1914 годов дипломы этого учебного заведения получили около 2100 польских и русских агрономов.
С началом Первой мировой войны в 1914 году институт был эвакуирован в Харьков, где восстановлен в 1921 году как Харьковский сельскохозяйственный институт (ныне Харьковский национальный аграрный университет) имени В. В. Докучаева.
В 1916 году на базе оставшихся в Новоалександрии подразделений института австрийскими оккупационными властями было разрешено открыть Научно-исследовательский институт сельского хозяйства, просуществовавший до 1951 года, когда он вошёл в состав институтов Академии наук Польской народной республики; в Пулавах остался Институт земледелия, удобрения и почвоведения.

## Директора института
- 1869—?: Тютчев, Иван Артамонович
- 1890— : действительный статский советник Эймонд

…
- 1892—1895: Докучаев, Василий Васильевич
- 1895—1900: Потылицын, Алексей Лаврентьевич
- 1901—1902: Беляев, Владимир Иванович
- 1902—1905: Будрин, Петр Васильевич
- 1905—19076 Скворцов, Александр Иванович
- 1907—1911: Саноцкий, Антон Степанович
- 1911—1914: Калугин, Иван Иванович
- 1915—1919: Алов, Александр Алексеевич

## Известные преподаватели
- Бердау, Феликс
- Залесский, Вячеслав Константинович
- Орлов, Михаил Михайлович
- Тольский, Андрей Петрович